# Трнава (Горњи Богићевци)
Трнава је насељено мјесто у Западној Славонији. Припада општини Горњи Богићевци, у Бродско-посавској жупанији, Република Хрватска.

## Географија
Трнава се налази 4 км источно од Горњих Богићеваца.

## Историја
Трнава се од распада Југославије до маја 1995. године налазила у Републици Српској Крајини. До територијалне реорганизације насеље се налазило у саставу бивше општине Нова Градишка.

## Становништво
Према попису становништва из 2011. године, насеље Трнава је имало 178 становника.
| Националност       | 2001. | 1991. | 1981. | 1971. | 1961. |
| Срби               | 54    | 360   | 375   | 440   | 367   |
| Хрвати             | 150   | 26    | 11    | 24    | 36    |
| Југословени        | —     | 11    | 75    | 20    | 56    |
| остали и непознато | 9     | 17    | 10    |       |       |
| Укупно             | 213   | 414   | 471   | 484   | 459   |

| Демографија | Демографија | Демографија |
| Година      | Становника  | Становника  |
| ----------- | ----------- | ----------- |
| 1961.       | 459         |             |
| 1971.       | 484         |             |
| 1981.       | 471         |             |
| 1991.       | 414         |             |
| 2001.       | 213         |             |
| 2011.       |             | 178         |

## Попис 1991.
На попису становништва 1991. године, насељено место Трнава је имало 414 становника, следећег националног састава:
| Попис 1991.‍  | Попис 1991.‍  | Попис 1991.‍ | Попис 1991.‍ | Попис 1991.‍ |
| ------------ | ------------ | ----------- | ----------- | ----------- |
|              |              |             |             |             |
| Срби         | Срби         |             | 360         | 86,95%      |
| Хрвати       | Хрвати       |             | 26          | 6,28%       |
| Југословени  | Југословени  |             | 11          | 2,65%       |
| неопредељени | неопредељени |             | 6           | 1,44%       |
| непознато    | непознато    |             | 11          | 2,65%       |
| укупно: 414  |              |             |             |             |